# Volleyball Casalmaggiore
Maillots
Le Volleyball Casalmaggiore est un club italien de volley-ball féminin fondé en 2008 et basé à Casalmaggiore, dans la province de Crémone, en Lombardie. Il évolue pour la saison 2020-2021 en Serie A1.

## Palmarès
- Championnat d'Italie
  - Vainqueur : 2015[2]
- Supercoupe d'Italie
  - Vainqueur : 2015[3]
- Coupe d'Italie A2
  - Finaliste : 2013.
- Ligue des champions
  - Vainqueur: 2016[4]
- Championnat du monde des clubs
  - Finaliste : 2016.

## Bilan par saison
| Saison    | Division | Saison régulière | Phase finale | Coupe d'Italie | Supercoupe d'Italie | Coupes d'Europe               |
| --------- | -------- | ---------------- | ------------ | -------------- | ------------------- | ----------------------------- |
| 2019-2020 | Serie A1 | 6e               | non disputée | 1/4 finale     | -                   | -                             |
| 2018-2019 | Serie A1 | 6e               | 1/4 finale   | 1/4 finale     | -                   | -                             |
| 2017-2018 | Serie A1 | 9e               | -            | -              | -                   | 1/4 finale Coupe de la CEV    |
| 2016-2017 | Serie A1 | 2e               | 1/2 finale   | 1/4 finale     | -                   | 1/2 finale Coupe de la CEV    |
| 2015-2016 | Serie A1 | 2e               | 1/4 finale   | 1/2 finale     | Vainqueur           | Vainqueur Ligue des champions |
| 2014-2015 | Serie A1 | 2e               | Champion     | 1/4 finale     | -                   | -                             |
| 2013-2014 | Serie A1 | 7e               | 1/4 finale   | 1/4 finale     | -                   | -                             |
| 2012-2013 | Serie A2 | 2e               | Finaliste    | Finaliste A2   | -                   | -                             |
| 2011-2012 | Serie A2 | 2e               | Finaliste    | -              | -                   | -                             |
| 2010-2011 | Serie B1 | 2e               | Champion     | -              | -                   | -                             |
| 2009-2010 | Serie B2 | 1er              | -            | -              | -                   | -                             |
| 2008-2009 | Serie B2 | 5e               | -            | -              | -                   | -                             |

## Effectifs

### Saison 2020-2021
| No                                           | Nom                                          | Date de naissance                            | Taille                         | Poids                          | Poste                          |
| -------------------------------------------- | -------------------------------------------- | -------------------------------------------- | ------------------------------ | ------------------------------ | ------------------------------ |
| 2                                            | Federica Stufi                               | 22 mars 1988                                 | 186                            | 65                             | Centrale                       |
| 4                                            | Laura Partenio                               | 29 décembre 1991                             | 182                            | 68                             | Réceptionneuse-attaquante      |
| 5                                            | Imma Sirressi                                | 19 mai 1990                                  | 175                            | 62                             | Libero                         |
| 6                                            | Francesca Bonciani                           | 25 mai 1992                                  | 178                            |                                | Passeuse                       |
| 7                                            | Rosamaria Montibeller                        | 9 avril 1994                                 | 185                            | 76                             | Attaquante                     |
| 8                                            | Marianna Maggipinto                          | 5 janvier 1996                               | 164                            | 58                             | Libero                         |
| 9                                            | Laura Melandri                               | 31 janvier 1995                              | 184                            | 60                             | Centrale                       |
| 10                                           | Tereza Vanžurová                             | 4 avril 1991                                 | 186                            | 74                             | Attaquante                     |
| 11                                           | Michela Ciarrocchi                           | 16 décembre 1999                             | 185                            | 70                             | Centrale                       |
| 14                                           | Ananda Marinho                               | 2 mai 1989                                   | 177                            | 78                             | Passeuse                       |
| 15                                           | Kara Bajema                                  | 24 mars 1998                                 | 188                            |                                | Réceptionneuse-attaquante      |
| 16                                           | Elitsa Vasileva                              | 13 mai 1990                                  | 194                            | 75                             | Réceptionneuse-attaquante      |
| 18                                           | Dayana Kosareva                              | 24 août 1999                                 | 186                            | 81                             | Réceptionneuse-attaquante      |
|                                              |                                              |                                              |                                |                                |                                |
| Encadrement technique                        | Encadrement technique                        |                                              | Légende                        | Légende                        | Légende                        |
| Entraîneur : Carlo Parisi                    | Entraîneur : Carlo Parisi                    | Entraîneur : Carlo Parisi                    | : Capitaine                    | : Capitaine                    | : Capitaine                    |
| Entraîneur(s) adjoint(s) : Cristian Piazzese | Entraîneur(s) adjoint(s) : Cristian Piazzese | Entraîneur(s) adjoint(s) : Cristian Piazzese | : Joueuse blessée actuellement | : Joueuse blessée actuellement | : Joueuse blessée actuellement |
| Manager général : Carmen Țurlea              |                                              |                                              |                                |                                |                                |